# Rosa Elefant

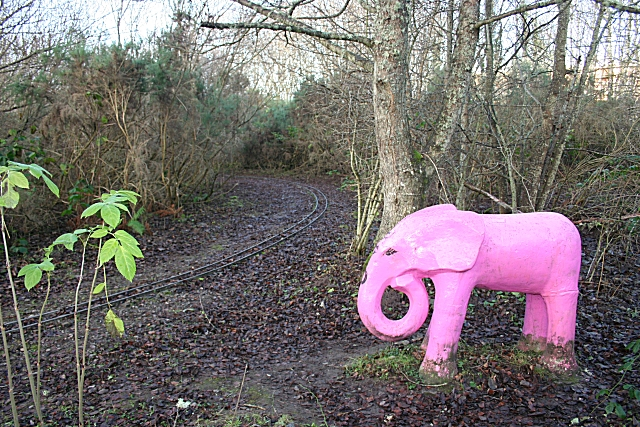
Symbolfoto eines pinken Elefanten (aufgenommen 2008 im englischen Freizeitpark Whin Park)

Der rosa Elefant ist im Englischen und im Französischen der klassische Topos für eine alkoholbedingte Halluzination. Auch die Wirkung anderer Drogen wie LSD wird oft mit diesem Tier assoziiert, das zudem gelegentlich flugfähig sein soll.
Der Ursprung der rosa Elefanten liegt im englischen Sprachraum („pink elephants“). Nach 1890 wurde zunächst die Farbe Rosa mit dem Suff assoziiert, in Kombination mit Elefanten taucht sie 1913 im Roman John Barleycorn (dt. „König Alkohol“) von Jack London auf. Darin heißt es:

“There are, broadly speaking, two types of drinkers. There is the man whom we all know, stupid, unimaginative, whose brain is bitten numbly by numb maggots; who walks generously with wide-spread, tentative legs, falls frequently in the gutter, and who sees, in the extremity of his ecstasy, blue mice and pink elephants. He is the type that gives rise to the jokes in funny papers.”

„Es gibt im allgemeinen zwei Sorten von Trinkern. Zum einen der Mann, den wir alle kennen, dumm, einfallslos, das tumbe Hirn zerfressen von tumben Maden; gemessenen Schrittes läuft er auf seinen zögernden Beinen, fällt ständig in die Gosse und sieht auf dem Höhepunkt seines Rausches blaue Mäuse und rosa Elefanten. Er ist es, über den die Zeitungen Witze drucken.“

Der rosa Elefant wurde zum geflügelten Wort und wurde unter anderem in dem beliebten Schlager Pink Elephants von Guy Lombardo (1932) besungen. In den deutschen Sprachraum drang er wohl erst nach dem Zweiten Weltkrieg ein. 1983 bewarb die Deutsche Bundesbahn ihr Sonderprogramm „Rosarote Wochen“ mit rosa Elefanten. Auch in der Filmgeschichte hat er seine Spuren hinterlassen. Berühmt ist die Szene Pink Elephants on Parade aus dem Disney-Zeichentrickfilm Dumbo (1941). Auch dem Trinker Barney Gumble aus der Zeichentrickserie Die Simpsons erschien in der Folge D'oh-in' in the Wind im alkoholisierten Zustand dieses Tier.